# Angelina Woreth
Angelina Woreth est une actrice et mannequin française née le 8 juillet[réf. souhaitée] 2000 à Paris.

## Biographie
Angelina Woreth grandit à Paris d'une mère artiste-peintre et d'un père réalisateur, Éric Woreth. Scolarisée au lycée Voltaire, elle arrête l'école à 16 ans et s'inscrit dans une école de théâtre où elle reste deux ans.
Cinéphile, elle admire les films de Jacques Demy, et en particulier Peau d'Âne, ainsi que les films de Romy Schneider et Jean Gabin.

### Mannequinat
Repérée par l'agence WM Models, elle pose en couverture de L'Officiel en 2016 et est girl crush d'ASOS.
Elle se fait connaître avec son collectif « Gucci Gang » avec ses amies de lycée Thaïs Klapisch, Crystal Murray et Annabelle Ferrera. Leur notoriété sur Instagram et leur statut de it girl leur permet d'attirer l'attention des médias et des marques, et de collaborer avec Converse en 2017. La même année, elles tournent un spot pour la marque Miaou avec le rappeur Travis Scott. Leur aventure est racontée dans un documentaire web écrit et réalisé par Alexandre Silberstein[source secondaire souhaitée].

### Comédienne
Après plusieurs courts-métrages, elle tourne son premier film en 2018, Jessica Forever, sous la direction de Jonathan Vinel et Caroline Poggi. Le film est présenté au TIFF et à la Berlinale.
Elle joue ensuite dans Just kids aux côtés de Kacey-Mottet Klein et Anamaria Vartolomei, puis en 2022 dans Cette musique ne joue pour personne de Samuel Benchetrit présenté au Festival de Cannes dans la sélection "Cannes Première", et dans Ma nuit, le premier long-métrage de la directrice de casting Antoinette Boulat.
En 2022, elle est à l'affiche de Un petit frère de Léonor Serraille présenté en compétition au Festival de Cannes, puis du premier film de Jimmy Laporal-Trésor, Les Rascals, présenté au Festival du cinéma américain de Deauville.
En 2024, en plus de sa participation à la série historique Fortune de France, elle est à l'affiche de deux films attendus : Ma vie ma gueule, le long-métrage posthume de Sophie Fillières présenté à la Quinzaine des cinéastes du Festival de Cannes, et Leurs enfants après eux, l'adaptation du roman éponyme de Nicolas Mathieu par Zoran et Ludovic Boukherma. Le film est présenté en compétition à la Mostra de Venise.
En 2025, elle sera à l'affiche aux côtés de Mélanie Laurent de la première réalisation de la comédienne Joséphine Japy : Qui brille au combat.

## Filmographie

### Cinéma

#### Longs métrages
- 2018 : Jessica Forever de Jonathan Vinel et Caroline Poggi : Andrea
- 2020 : Just Kids de Christophe Blanc : Maureen
- 2021 : Si demain de Fabienne Godet : Louise
- 2021 : Cette musique ne joue pour personne de Samuel Benchetrit : Leslie
- 2021 : Ma nuit d'Antoinette Boulat : Michèle
- 2022 : Un petit frère de Léonor Serraille : Camille
- 2022 : Les Rascals de Jimmy Laporal-Trésor : Frédérique
- 2024 : Ma vie ma gueule de Sophie Fillières : Rose
- 2024 : Leurs enfants après eux de Ludovic Boukherma et Zoran Boukherma : Steph
- 2025 : Qui brille au combat de Joséphine Japy : Marion

#### Courts métrages
- 2018 : La Persistente de Camille Lugan : Marie-Lou
- 2019 : La Légende de Manon Eyriey : celle qui reste
- 2019 : Un Enfant de Mikaël Gaudin : Anastasia
- 2020 : Cameramen de Tristan Lhomme : Gina

### Télévision

#### Séries télévisées
- 2018 : Au-delà des apparences d'Eric Woreth : Léa
- 2024 : Fortune de France de Christopher Thompson : Diane de Fontenac

#### Documentaire
- 2017 : Gucci Gang d'Alexandre Silberstein : elle-même